# 曼斯菲爾德 (阿肯色州)
曼斯菲爾德（英語：Mansfield）是一個位於美國阿肯色州斯科特縣與錫巴斯琴縣的城市。

## 地理
曼斯菲爾德的座標為35°03′32″N 94°14′47″W / 35.05889°N 94.24639°W，而該地的平均海拔高度為186米（即610英尺）。

## 人口
根據2020年美國人口普查的數據，曼斯菲爾德的面積為6.08平方千米，當中陸地面積為5.99平方千米，而水域面積為0.09平方千米。當地共有人口1053人，而人口密度為每平方千米173人。